# Sonja Jeannine
Sonja Jeannine (Austria, 9 maggio 1956) è un'attrice austriaca.

## Biografia
Jeannine ha iniziato la sua carriera di attrice teatrale in Austria e successivamente recita per la televisione ed il cinema. Negli anni '70 è stata attiva nel cinema italiano avendo avuto ruoli da protagonista nei film La verginella, La figliastra (Storie di corna e di passioni). Nel film Il corsaro nero, con la regia di Sergio Sollima è ricordata per il ruolo di Yara dove è anche l'interprete del brano Morte di Yara incluso nella colonna sonora del film composto da Guido e Maurizio De Angelis. Nel film Mannaja, con regia di Sergio Martino, è la principale interprete femminile. Alla fine degli anni '80 si ritira dalla recitazione e si trasferisce negli Stati Uniti.

## Filmografia parziale
- Leva lo diavolo tuo dal... convento (Frau Wirtins tolle Töchterlein), regia di Franz Antel (1973)
- Il re della mala, regia di Jürgen Roland (1973)
- Schiave nell'isola del piacere, regia di Ernst Hofbauer e Chih-Hung Kuei (1974)
- Prima ti suono e poi ti sparo, regia di Franz Antel (1975)
- La verginella, regia di Mario Sequi (1975)
- L'undicesimo comandamento (Das Netz), regia di Manfred Purzer (1975)
- I prosseneti, regia di Brunello Rondi (1976)
- La figliastra (Storie di corna e di passioni), regia di Edoardo Mulargia (1976)
- Il corsaro nero, regia di Sergio Sollima (1977)
- Mannaja, regia di Segio Martino (1977)
- Breakthrough, specchio per le allodole, regia di Andrew V. McLaglen (1979)
- Der Meisterboxer, regia di Peter Loos e C. Rainer Ecke (1984)